# نمرود (حاسوب)
نمرود هو حاسوب صنعته فيرانتي لأجل مهرجان بريطانيا 1951، وكان مصنعًا خصيصًا للعب نيم، ومستوحى من حاسوب نيماترون. صممه جون ميكبيس بينيت وبناه المهندس ريموند ستيوارت ويليامز وكان طوله 3.7 أمتار وعرضه 2.7 متر وارتفاعه 1.5 متر، وقد سمح للاعبين بلعب لعبة نيم ضد ذكاء اصطناعي.

## وصلات خارجية
- حاسوب نمرود